# Олбинський Василь Олександрович
Василь Олександрович Олбинський (1914–1945) — старший сержант Робітничо-селянської Червоної Армії, учасник Великої Вітчизняної війни, Герой Радянського Союзу (1943).

## Життєпис
Василь Олбинський народився 6 липня 1914 року в селі Коломійцівка (нині — Носівський район Чернігівської області України). Після закінчення школи бухгалтерів працював у колгоспі . У 1941 році Олбинський був покликаний на службу в Робітничо-селянську Червону Армію. З того ж року — на фронтах Німецько-радянської війни. До вересня 1943 року старший сержант Василь Олбинський командував відділенням 9-го окремого понтонно-мостового батальйону 60-ї армії Центрального фронту . Відзначився під час битви за Дніпро .
26 вересня 1943 року передова група на чолі з Олбинським переправилася через Дніпро в районі села Окунінове Козелецького району Чернігівської області Української РСР і взяла активну участь в боях за захоплення і утримання плацдарму на його західному березі. Група Олбинського протягом трьох днів під масованим ворожим вогнем переправляла радянських бійців і командирів, що сприяло успішному утриманню і розширенню плацдарму .
Указом Президії Верховної Ради СРСР від 17 жовтня 1943 року за «мужність і героїзм, проявлені при форсуванні Дніпра і утриманні плацдарму на його правому березі» старший сержант Василь Олбинський був удостоєний високого звання Героя Радянського Союзу з врученням ордена Леніна і медалі «Золота Зірка» за номером 3036 .
20 лютого 1945 року Олбинський загинув у бою. Похований в селищі Барглувка в 7 кілометрах на північний захід від Гливиць .
Був також нагороджений орденом Вітчизняної війни 2-го ступеня і низкою медалей .
На честь Олбинського названа вулиця і встановлений пам'ятний знак в Носівці, названа школа в його рідному селі .